# Llista dels centres emissors de la Catalunya Nord
Aquesta és una llista dels principals centres emissors de ràdio i televisió ubicats a la Catalunya Nord.

## Alta Cerdanya

### Cerdanya / Roc d'Er
Comuna: Santa Llocaia i Er
Cota: 1860 m
Cobertura: Alta Cerdanya

#### Televisió
| Xarxa múltiplex | Canal d'emissió  | Serveis                       | Senyal | Web                                              |
| --------------- | ---------------- | ----------------------------- | ------ | ------------------------------------------------ |
| R2              | 21 UHF (474 MHz) | Gulli                         | DVB-T  | https://www.gulli.fr/                            |
| R2              | 21 UHF (474 MHz) | BFM TV                        | DVB-T  | https://www.bfmtv.com/                           |
| R2              | 21 UHF (474 MHz) | CNEWS                         | DVB-T  | https://www.cnews.fr/                            |
| R2              | 21 UHF (474 MHz) | CSTAR                         | DVB-T  | http://www.cstar.fr/                             |
| R2              | 21 UHF (474 MHz) | T18                           | DVB-T  | https://t18.fr/                                  |
| R2              | 21 UHF (474 MHz) | NOVO19                        | DVB-T  |                                                  |
| R7              | 23 UHF (490 MHz) | TF1 Séries Films              | DVB-T  | https://www.tf1.fr/tf1-series-films              |
| R7              | 23 UHF (490 MHz) | L'Équipe                      | DVB-T  | https://www.lequipe.fr/                          |
| R7              | 23 UHF (490 MHz) | RMC Story                     | DVB-T  | https://rmcstory.bfmtv.com/                      |
| R7              | 23 UHF (490 MHz) | RMC Découverte                | DVB-T  | http://rmcdecouverte.bfmtv.com/                  |
| R7              | 23 UHF (490 MHz) | Chérie 25                     | DVB-T  | https://www.nrj-play.fr/cherie25                 |
| R3              | 24 UHF (498 MHz) | Canal+ (pagament)             | DVB-T  | https://www.canalplus.com/                       |
| R3              | 24 UHF (498 MHz) | Canal+ Cinéma (pagament)      | DVB-T  |                                                  |
| R3              | 24 UHF (498 MHz) | Canal+ Sport (pagament)       | DVB-T  |                                                  |
| R3              | 24 UHF (498 MHz) | Planète+ (pagament)           | DVB-T  |                                                  |
| R3              | 24 UHF (498 MHz) | LCI                           | DVB-T  | https://www.tf1info.fr/                          |
| R3              | 24 UHF (498 MHz) | Paris Première (pagament)     | DVB-T  | http://www.parispremiere.fr/                     |
| R6              | 25 UHF (506 MHz) | TF1                           | DVB-T  | https://www.tf1.fr/                              |
| R6              | 25 UHF (506 MHz) | LCP                           | DVB-T  | https://lcp.fr/                                  |
| R6              | 25 UHF (506 MHz) | TMC                           | DVB-T  | https://www.tf1.fr/tmc                           |
| R6              | 25 UHF (506 MHz) | TFX                           | DVB-T  | https://www.tf1.fr/tfx                           |
| R6              | 25 UHF (506 MHz) | LCI                           | DVB-T  | https://www.tf1info.fr/                          |
| R4              | 28 UHF (530 MHz) | France 5                      | DVB-T  | https://www.france.tv/france-5/                  |
| R4              | 28 UHF (530 MHz) | M6                            | DVB-T  | http://www.m6.fr/                                |
| R4              | 28 UHF (530 MHz) | arte                          | DVB-T  | https://www.arte.tv/                             |
| R4              | 28 UHF (530 MHz) | W9                            | DVB-T  | https://www.6play.fr/w9                          |
| R4              | 28 UHF (530 MHz) | 6ter                          | DVB-T  | http://www.6ter.fr/                              |
| R4              | 28 UHF (530 MHz) | Paris Première (pagament)     | DVB-T  | http://www.parispremiere.fr/                     |
| R1              | 30 UHF (546 MHz) | France 2                      | DVB-T  | https://www.france.tv/france-2/                  |
| R1              | 30 UHF (546 MHz) | France 3 Languedoc-Roussillon | DVB-T  | https://france3-regions.franceinfo.fr/occitanie/ |
| R1              | 30 UHF (546 MHz) | France 4                      | DVB-T  | https://www.france.tv/france-4/                  |
| R1              | 30 UHF (546 MHz) | franceinfo:                   | DVB-T  | https://www.franceinfo.fr/                       |
| R1              | 30 UHF (546 MHz) | viàOccitanie Pays Catalan     | DVB-T  | https://viaoccitanie.tv/                         |

#### Ràdio
| Canal d'emissió | Serveis          | Senyal | Web                                        |
| --------------- | ---------------- | ------ | ------------------------------------------ |
| 93,8 MHz        | France Musique   | FM     | https://www.radiofrance.fr/francemusique   |
| 97,5 MHz        | France Inter     | FM     | https://www.radiofrance.fr/franceinter     |
| 98,7 MHz        | RFM Méditerranée | FM     | http://www.rfm.fr/                         |
| 99,6 MHz        | France Culture   | FM     | https://www.radiofrance.fr/franceculture   |
| 100,9 MHz       | Fun Radio        | FM     | https://www.funradio.fr/                   |
| 101,3 MHz       | NRJ              | FM     | https://www.nrj.fr/                        |
| 101,8 MHz       | Littoral FM      | FM     | https://littoral.fm/                       |
| 102,3 MHz       | Sud Radio        | FM     | https://www.sudradio.fr/                   |
| 102,7 MHz       | RMC              | FM     | http://www.rmc.fr/                         |
| 105,6 MHz       | Pyrénées FM      | FM     | https://pyreneesfm.com/                    |
| 107,3 MHz       | ici Roussillon   | FM     | https://www.francebleu.fr/radio/roussillon |

### Iravals / La Tor de Querol
Comuna: La Tor de Querol
Cota: 1295 m
Cobertura: Alta Cerdanya (occidental)

#### Televisió
| Xarxa múltiplex | Canal d'emissió  | Serveis                       | Senyal | Web                                              |
| --------------- | ---------------- | ----------------------------- | ------ | ------------------------------------------------ |
| R2              | 21 UHF (474 MHz) | Gulli                         | DVB-T  | https://www.gulli.fr/                            |
| R2              | 21 UHF (474 MHz) | BFM TV                        | DVB-T  | https://www.bfmtv.com/                           |
| R2              | 21 UHF (474 MHz) | CNEWS                         | DVB-T  | https://www.cnews.fr/                            |
| R2              | 21 UHF (474 MHz) | CSTAR                         | DVB-T  | http://www.cstar.fr/                             |
| R2              | 21 UHF (474 MHz) | T18                           | DVB-T  | https://t18.fr/                                  |
| R2              | 21 UHF (474 MHz) | NOVO19                        | DVB-T  |                                                  |
| R7              | 22 UHF (482 MHz) | TF1 Séries Films              | DVB-T  | https://www.tf1.fr/tf1-series-films              |
| R7              | 22 UHF (482 MHz) | L'Équipe                      | DVB-T  | https://www.lequipe.fr/                          |
| R7              | 22 UHF (482 MHz) | RMC Story                     | DVB-T  | https://rmcstory.bfmtv.com/                      |
| R7              | 22 UHF (482 MHz) | RMC Découverte                | DVB-T  | http://rmcdecouverte.bfmtv.com/                  |
| R7              | 22 UHF (482 MHz) | Chérie 25                     | DVB-T  | https://www.nrj-play.fr/cherie25                 |
| R3              | 24 UHF (498 MHz) | Canal+ (pagament)             | DVB-T  | https://www.canalplus.com/                       |
| R3              | 24 UHF (498 MHz) | Canal+ Cinéma (pagament)      | DVB-T  |                                                  |
| R3              | 24 UHF (498 MHz) | Canal+ Sport (pagament)       | DVB-T  |                                                  |
| R3              | 24 UHF (498 MHz) | Planète+ (pagament)           | DVB-T  |                                                  |
| R3              | 24 UHF (498 MHz) | LCI                           | DVB-T  | https://www.tf1info.fr/                          |
| R3              | 24 UHF (498 MHz) | Paris Première (pagament)     | DVB-T  | http://www.parispremiere.fr/                     |
| R6              | 25 UHF (506 MHz) | TF1                           | DVB-T  | https://www.tf1.fr/                              |
| R6              | 25 UHF (506 MHz) | LCP                           | DVB-T  | https://lcp.fr/                                  |
| R6              | 25 UHF (506 MHz) | TMC                           | DVB-T  | https://www.tf1.fr/tmc                           |
| R6              | 25 UHF (506 MHz) | TFX                           | DVB-T  | https://www.tf1.fr/tfx                           |
| R6              | 25 UHF (506 MHz) | LCI                           | DVB-T  | https://www.tf1info.fr/                          |
| R4              | 28 UHF (530 MHz) | France 5                      | DVB-T  | https://www.france.tv/france-5/                  |
| R4              | 28 UHF (530 MHz) | M6                            | DVB-T  | http://www.m6.fr/                                |
| R4              | 28 UHF (530 MHz) | arte                          | DVB-T  | https://www.arte.tv/                             |
| R4              | 28 UHF (530 MHz) | W9                            | DVB-T  | https://www.6play.fr/w9                          |
| R4              | 28 UHF (530 MHz) | 6ter                          | DVB-T  | http://www.6ter.fr/                              |
| R4              | 28 UHF (530 MHz) | Paris Première (pagament)     | DVB-T  | http://www.parispremiere.fr/                     |
| R1              | 31 UHF (554 MHz) | France 2                      | DVB-T  | https://www.france.tv/france-2/                  |
| R1              | 31 UHF (554 MHz) | France 3 Languedoc-Roussillon | DVB-T  | https://france3-regions.franceinfo.fr/occitanie/ |
| R1              | 31 UHF (554 MHz) | France 4                      | DVB-T  | https://www.france.tv/france-4/                  |
| R1              | 31 UHF (554 MHz) | franceinfo:                   | DVB-T  | https://www.franceinfo.fr/                       |
| R1              | 31 UHF (554 MHz) | viàOccitanie Pays Catalan     | DVB-T  | https://viaoccitanie.tv/                         |

### Cambra d'Ase
Comuna: Sant Pere dels Forcats
Cota: 2155 m
Cobertura: Alta Cerdanya i Conflent

#### Ràdio
| Canal d'emissió | Serveis                | Senyal | Web                          |
| --------------- | ---------------------- | ------ | ---------------------------- |
| 93,1 MHz        | Ràdio Arrels           | FM     | https://www.radioarrels.cat/ |
| 103,4 MHz       | FM Évangile 66         | FM     | https://radioevangile66.com/ |
| 104,9 MHz       | Chérie FM Pays Catalan | FM     | https://www.cheriefm.fr/     |

## Capcir

### Mont Llaret / Els Angles
Comuna: Els Angles
Cota: 2110 m
Cobertura: Capcir

#### Televisió
| Xarxa múltiplex | Canal d'emissió  | Serveis                       | Senyal | Web                                              |
| --------------- | ---------------- | ----------------------------- | ------ | ------------------------------------------------ |
| R2              | 21 UHF (474 MHz) | Gulli                         | DVB-T  | https://www.gulli.fr/                            |
| R2              | 21 UHF (474 MHz) | BFM TV                        | DVB-T  | https://www.bfmtv.com/                           |
| R2              | 21 UHF (474 MHz) | CNEWS                         | DVB-T  | https://www.cnews.fr/                            |
| R2              | 21 UHF (474 MHz) | CSTAR                         | DVB-T  | http://www.cstar.fr/                             |
| R2              | 21 UHF (474 MHz) | T18                           | DVB-T  | https://t18.fr/                                  |
| R2              | 21 UHF (474 MHz) | NOVO19                        | DVB-T  |                                                  |
| R7              | 22 UHF (482 MHz) | TF1 Séries Films              | DVB-T  | https://www.tf1.fr/tf1-series-films              |
| R7              | 22 UHF (482 MHz) | L'Équipe                      | DVB-T  | https://www.lequipe.fr/                          |
| R7              | 22 UHF (482 MHz) | RMC Story                     | DVB-T  | https://rmcstory.bfmtv.com/                      |
| R7              | 22 UHF (482 MHz) | RMC Découverte                | DVB-T  | http://rmcdecouverte.bfmtv.com/                  |
| R7              | 22 UHF (482 MHz) | Chérie 25                     | DVB-T  | https://www.nrj-play.fr/cherie25                 |
| R6              | 25 UHF (506 MHz) | TF1                           | DVB-T  | https://www.tf1.fr/                              |
| R6              | 25 UHF (506 MHz) | LCP                           | DVB-T  | https://lcp.fr/                                  |
| R6              | 25 UHF (506 MHz) | TMC                           | DVB-T  | https://www.tf1.fr/tmc                           |
| R6              | 25 UHF (506 MHz) | TFX                           | DVB-T  | https://www.tf1.fr/tfx                           |
| R6              | 25 UHF (506 MHz) | LCI                           | DVB-T  | https://www.tf1info.fr/                          |
| R4              | 28 UHF (530 MHz) | France 5                      | DVB-T  | https://www.france.tv/france-5/                  |
| R4              | 28 UHF (530 MHz) | M6                            | DVB-T  | http://www.m6.fr/                                |
| R4              | 28 UHF (530 MHz) | arte                          | DVB-T  | https://www.arte.tv/                             |
| R4              | 28 UHF (530 MHz) | W9                            | DVB-T  | https://www.6play.fr/w9                          |
| R4              | 28 UHF (530 MHz) | 6ter                          | DVB-T  | http://www.6ter.fr/                              |
| R4              | 28 UHF (530 MHz) | Paris Première (pagament)     | DVB-T  | http://www.parispremiere.fr/                     |
| R15 (TVC)       | 37 UHF (602 MHz) | TV3                           | DVB-T  | http://www.tv3.cat/                              |
| R15 (TVC)       | 37 UHF (602 MHz) | 3/24                          | DVB-T  | http://www.324.cat/                              |
| R15 (TVC)       | 37 UHF (602 MHz) | SX3/33                        | DVB-T  | http://www.super3.cat/                           |
| R15 (TVC)       | 37 UHF (602 MHz) | Esport3                       | DVB-T  | http://www.esport3.cat/                          |
| R15 (TVC)       | 37 UHF (602 MHz) | IB3 Global                    | DVB-T  | http://www.ib3tv.com/                            |
| R15 (TVC)       | 37 UHF (602 MHz) | Catalunya Ràdio               | DVB-T  | http://www.catradio.cat/                         |
| R15 (TVC)       | 37 UHF (602 MHz) | Catalunya Informació          | DVB-T  | http://www.catalunyainformacio.cat/              |
| R15 (TVC)       | 37 UHF (602 MHz) | Catalunya Música              | DVB-T  | http://www.catalunyamusica.cat/                  |
| R15 (TVC)       | 37 UHF (602 MHz) | iCat                          | DVB-T  | http://www.icat.cat/                             |
| R1              | 44 UHF (658 MHz) | France 2                      | DVB-T  | https://www.france.tv/france-2/                  |
| R1              | 44 UHF (658 MHz) | France 3 Languedoc-Roussillon | DVB-T  | https://france3-regions.franceinfo.fr/occitanie/ |
| R1              | 44 UHF (658 MHz) | France 4                      | DVB-T  | https://www.france.tv/france-4/                  |
| R1              | 44 UHF (658 MHz) | franceinfo:                   | DVB-T  | https://www.franceinfo.fr/                       |
| R1              | 44 UHF (658 MHz) | viàOccitanie Pays Catalan     | DVB-T  | https://viaoccitanie.tv/                         |

#### Ràdio
| Canal d'emissió | Serveis        | Senyal | Web                                        |
| --------------- | -------------- | ------ | ------------------------------------------ |
| 89,3 MHz        | France Inter   | FM     | https://www.radiofrance.fr/franceinter     |
| 92,5 MHz        | France Culture | FM     | https://www.radiofrance.fr/franceculture   |
| 98,3 MHz        | France Musique | FM     | https://www.radiofrance.fr/francemusique   |
| 106,7 MHz       | ici Roussillon | FM     | https://www.francebleu.fr/radio/roussillon |

## Conflent

### Bell-lloc
Comuna: Vilafranca de Conflent
Cota: 1005 m
Cobertura: Conflent

#### Televisió
| Xarxa múltiplex | Canal d'emissió  | Serveis                       | Senyal | Web                                              |
| --------------- | ---------------- | ----------------------------- | ------ | ------------------------------------------------ |
| R2              | 21 UHF (474 MHz) | Gulli                         | DVB-T  | https://www.gulli.fr/                            |
| R2              | 21 UHF (474 MHz) | BFM TV                        | DVB-T  | https://www.bfmtv.com/                           |
| R2              | 21 UHF (474 MHz) | CNEWS                         | DVB-T  | https://www.cnews.fr/                            |
| R2              | 21 UHF (474 MHz) | CSTAR                         | DVB-T  | http://www.cstar.fr/                             |
| R2              | 21 UHF (474 MHz) | T18                           | DVB-T  | https://t18.fr/                                  |
| R2              | 21 UHF (474 MHz) | NOVO19                        | DVB-T  |                                                  |
| R7              | 22 UHF (482 MHz) | TF1 Séries Films              | DVB-T  | https://www.tf1.fr/tf1-series-films              |
| R7              | 22 UHF (482 MHz) | L'Équipe                      | DVB-T  | https://www.lequipe.fr/                          |
| R7              | 22 UHF (482 MHz) | RMC Story                     | DVB-T  | https://rmcstory.bfmtv.com/                      |
| R7              | 22 UHF (482 MHz) | RMC Découverte                | DVB-T  | http://rmcdecouverte.bfmtv.com/                  |
| R7              | 22 UHF (482 MHz) | Chérie 25                     | DVB-T  | https://www.nrj-play.fr/cherie25                 |
| R3              | 24 UHF (498 MHz) | Canal+ (pagament)             | DVB-T  | https://www.canalplus.com/                       |
| R3              | 24 UHF (498 MHz) | Canal+ Cinéma (pagament)      | DVB-T  |                                                  |
| R3              | 24 UHF (498 MHz) | Canal+ Sport (pagament)       | DVB-T  |                                                  |
| R3              | 24 UHF (498 MHz) | Planète+ (pagament)           | DVB-T  |                                                  |
| R3              | 24 UHF (498 MHz) | LCI                           | DVB-T  | https://www.tf1info.fr/                          |
| R3              | 24 UHF (498 MHz) | Paris Première (pagament)     | DVB-T  | http://www.parispremiere.fr/                     |
| R6              | 25 UHF (506 MHz) | TF1                           | DVB-T  | https://www.tf1.fr/                              |
| R6              | 25 UHF (506 MHz) | LCP                           | DVB-T  | https://lcp.fr/                                  |
| R6              | 25 UHF (506 MHz) | TMC                           | DVB-T  | https://www.tf1.fr/tmc                           |
| R6              | 25 UHF (506 MHz) | TFX                           | DVB-T  | https://www.tf1.fr/tfx                           |
| R6              | 25 UHF (506 MHz) | LCI                           | DVB-T  | https://www.tf1info.fr/                          |
| R1              | 27 UHF (522 MHz) | France 2                      | DVB-T  | https://www.france.tv/france-2/                  |
| R1              | 27 UHF (522 MHz) | France 3 Languedoc-Roussillon | DVB-T  | https://france3-regions.franceinfo.fr/occitanie/ |
| R1              | 27 UHF (522 MHz) | France 4                      | DVB-T  | https://www.france.tv/france-4/                  |
| R1              | 27 UHF (522 MHz) | franceinfo:                   | DVB-T  | https://www.franceinfo.fr/                       |
| R1              | 27 UHF (522 MHz) | viàOccitanie Pays Catalan     | DVB-T  | https://viaoccitanie.tv/                         |
| R4              | 28 UHF (530 MHz) | France 5                      | DVB-T  | https://www.france.tv/france-5/                  |
| R4              | 28 UHF (530 MHz) | M6                            | DVB-T  | http://www.m6.fr/                                |
| R4              | 28 UHF (530 MHz) | arte                          | DVB-T  | https://www.arte.tv/                             |
| R4              | 28 UHF (530 MHz) | W9                            | DVB-T  | https://www.6play.fr/w9                          |
| R4              | 28 UHF (530 MHz) | 6ter                          | DVB-T  | http://www.6ter.fr/                              |
| R4              | 28 UHF (530 MHz) | Paris Première (pagament)     | DVB-T  | http://www.parispremiere.fr/                     |

#### Ràdio FM
| Canal d'emissió | Serveis                 | Senyal | Web                                        |
| --------------- | ----------------------- | ------ | ------------------------------------------ |
| 89,5 MHz        | France Inter            | FM     | https://www.radiofrance.fr/franceinter     |
| 90,4 MHz        | 100% Radio Pays Catalan | FM     | https://www.centpourcent.com/              |
| 91,1 MHz        | franceinfo:             | FM     | https://www.franceinfo.fr/                 |
| 91,8 MHz        | France Musique          | FM     | https://www.radiofrance.fr/francemusique   |
| 93,6 MHz        | ici Roussillon          | FM     | https://www.francebleu.fr/radio/roussillon |
| 95,5 MHz        | Ràdio Arrels            | FM     | https://www.radioarrels.cat/               |
| 96,3 MHz        | Chérie FM Pays Catalan  | FM     | https://www.cheriefm.fr/                   |
| 99,3 MHz        | France Culture          | FM     | https://www.radiofrance.fr/franceculture   |
| 105,7 MHz       | Sud Radio               | FM     | https://www.sudradio.fr/                   |

#### Ràdio DAB i DAB+
| Xarxa múltiplex      | Canal d'emissió  | Serveis                    | Senyal | Web                                        |
| -------------------- | ---------------- | -------------------------- | ------ | ------------------------------------------ |
| TDF Perpignan Étendu | 5B (176,640 MHz) | 100% Radio Pays Catalan    | DAB+   | https://www.centpourcent.com/              |
| TDF Perpignan Étendu | 5B (176,640 MHz) | Chante France              | DAB+   | https://www.chantefrance.com/              |
| TDF Perpignan Étendu | 5B (176,640 MHz) | FG. DJ Radio               | DAB+   | https://www.radiofg.com/                   |
| TDF Perpignan Étendu | 5B (176,640 MHz) | ici Roussillon             | DAB+   | https://www.francebleu.fr/radio/roussillon |
| TDF Perpignan Étendu | 5B (176,640 MHz) | Jazz Radio                 | DAB+   | https://www.jazzradio.fr/                  |
| TDF Perpignan Étendu | 5B (176,640 MHz) | Pyrénées FM                | DAB+   | https://pyreneesfm.com/                    |
| TDF Perpignan Étendu | 5B (176,640 MHz) | Radio Fuego                | DAB+   | https://www.radiofuego.fr/                 |
| TDF Perpignan Étendu | 5B (176,640 MHz) | Radio Orient               | DAB+   | https://www.radioorient.com/               |
| TDF Perpignan Étendu | 5B (176,640 MHz) | RFC Occitanie Méditerranée | DAB+   | http://www.rcf.fr/occitanie/               |
| TDF Perpignan Étendu | 5B (176,640 MHz) | RTS                        | DAB+   | https://www.rtsfm.com/                     |
| TDF Perpignan Étendu | 5B (176,640 MHz) | Sud Radio                  | DAB+   | https://www.sudradio.fr/                   |
| TDF Perpignan Étendu | 5B (176,640 MHz) | TSF Jazz                   | DAB+   | https://www.tsfjazz.com/                   |

### Pic de Bau
Comuna: Eus, Arboçols i Campossí.
Cota: 1015 m
Cobertura: Conflent

#### Televisió
| Xarxa múltiplex | Canal d'emissió  | Serveis                       | Senyal | Web                                              |
| --------------- | ---------------- | ----------------------------- | ------ | ------------------------------------------------ |
| R2              | 21 UHF (474 MHz) | Gulli                         | DVB-T  | https://www.gulli.fr/                            |
| R2              | 21 UHF (474 MHz) | BFM TV                        | DVB-T  | https://www.bfmtv.com/                           |
| R2              | 21 UHF (474 MHz) | CNEWS                         | DVB-T  | https://www.cnews.fr/                            |
| R2              | 21 UHF (474 MHz) | CSTAR                         | DVB-T  | http://www.cstar.fr/                             |
| R2              | 21 UHF (474 MHz) | T18                           | DVB-T  | https://t18.fr/                                  |
| R2              | 21 UHF (474 MHz) | NOVO19                        | DVB-T  |                                                  |
| R7              | 22 UHF (482 MHz) | TF1 Séries Films              | DVB-T  | https://www.tf1.fr/tf1-series-films              |
| R7              | 22 UHF (482 MHz) | L'Équipe                      | DVB-T  | https://www.lequipe.fr/                          |
| R7              | 22 UHF (482 MHz) | RMC Story                     | DVB-T  | https://rmcstory.bfmtv.com/                      |
| R7              | 22 UHF (482 MHz) | RMC Découverte                | DVB-T  | http://rmcdecouverte.bfmtv.com/                  |
| R7              | 22 UHF (482 MHz) | Chérie 25                     | DVB-T  | https://www.nrj-play.fr/cherie25                 |
| R3              | 24 UHF (498 MHz) | Canal+ (pagament)             | DVB-T  | https://www.canalplus.com/                       |
| R3              | 24 UHF (498 MHz) | Canal+ Cinéma (pagament)      | DVB-T  |                                                  |
| R3              | 24 UHF (498 MHz) | Canal+ Sport (pagament)       | DVB-T  |                                                  |
| R3              | 24 UHF (498 MHz) | Planète+ (pagament)           | DVB-T  |                                                  |
| R3              | 24 UHF (498 MHz) | LCI                           | DVB-T  | https://www.tf1info.fr/                          |
| R3              | 24 UHF (498 MHz) | Paris Première (pagament)     | DVB-T  | http://www.parispremiere.fr/                     |
| R6              | 25 UHF (506 MHz) | TF1                           | DVB-T  | https://www.tf1.fr/                              |
| R6              | 25 UHF (506 MHz) | LCP                           | DVB-T  | https://lcp.fr/                                  |
| R6              | 25 UHF (506 MHz) | TMC                           | DVB-T  | https://www.tf1.fr/tmc                           |
| R6              | 25 UHF (506 MHz) | TFX                           | DVB-T  | https://www.tf1.fr/tfx                           |
| R6              | 25 UHF (506 MHz) | LCI                           | DVB-T  | https://www.tf1info.fr/                          |
| R4              | 28 UHF (530 MHz) | France 5                      | DVB-T  | https://www.france.tv/france-5/                  |
| R4              | 28 UHF (530 MHz) | M6                            | DVB-T  | http://www.m6.fr/                                |
| R4              | 28 UHF (530 MHz) | arte                          | DVB-T  | https://www.arte.tv/                             |
| R4              | 28 UHF (530 MHz) | W9                            | DVB-T  | https://www.6play.fr/w9                          |
| R4              | 28 UHF (530 MHz) | 6ter                          | DVB-T  | http://www.6ter.fr/                              |
| R4              | 28 UHF (530 MHz) | Paris Première (pagament)     | DVB-T  | http://www.parispremiere.fr/                     |
| R1              | 33 UHF (570 MHz) | France 2                      | DVB-T  | https://www.france.tv/france-2/                  |
| R1              | 33 UHF (570 MHz) | France 3 Languedoc-Roussillon | DVB-T  | https://france3-regions.franceinfo.fr/occitanie/ |
| R1              | 33 UHF (570 MHz) | France 4                      | DVB-T  | https://www.france.tv/france-4/                  |
| R1              | 33 UHF (570 MHz) | franceinfo:                   | DVB-T  | https://www.franceinfo.fr/                       |
| R1              | 33 UHF (570 MHz) | viàOccitanie Pays Catalan     | DVB-T  | https://viaoccitanie.tv/                         |
| R15 (TVC)       | 37 UHF (602 MHz) | TV3                           | DVB-T  | http://www.tv3.cat/                              |
| R15 (TVC)       | 37 UHF (602 MHz) | 3/24                          | DVB-T  | http://www.324.cat/                              |
| R15 (TVC)       | 37 UHF (602 MHz) | SX3/33                        | DVB-T  | http://www.super3.cat/                           |
| R15 (TVC)       | 37 UHF (602 MHz) | Esport3                       | DVB-T  | http://www.esport3.cat/                          |
| R15 (TVC)       | 37 UHF (602 MHz) | IB3 Global                    | DVB-T  | http://www.ib3tv.com/                            |
| R15 (TVC)       | 37 UHF (602 MHz) | Catalunya Ràdio               | DVB-T  | http://www.catradio.cat/                         |
| R15 (TVC)       | 37 UHF (602 MHz) | Catalunya Informació          | DVB-T  | http://www.catalunyainformacio.cat/              |
| R15 (TVC)       | 37 UHF (602 MHz) | Catalunya Música              | DVB-T  | http://www.catalunyamusica.cat/                  |
| R15 (TVC)       | 37 UHF (602 MHz) | iCat                          | DVB-T  | http://www.icat.cat/                             |
| R9              | 44 UHF (658 MHz) | France 2 UHD                  | DVB-T2 | https://www.france.tv/france-2/                  |
| R9              | 44 UHF (658 MHz) | Test UHD                      | DVB-T2 |                                                  |

#### Ràdio
| Canal d'emissió | Serveis        | Senyal | Web                                        |
| --------------- | -------------- | ------ | ------------------------------------------ |
| 87,8 MHz        | France Culture | FM     | https://www.radiofrance.fr/franceculture   |
| 94,0 MHz        | France Inter   | FM     | https://www.radiofrance.fr/franceinter     |
| 96,8 MHz        | France Musique | FM     | https://www.radiofrance.fr/francemusique   |
| 100,5 MHz       | Fun Radio      | FM     | https://www.funradio.fr/                   |
| 104,5 MHz       | ici Roussillon | FM     | https://www.francebleu.fr/radio/roussillon |
| 107,9 MHz       | Pyrénées FM    | FM     | https://pyreneesfm.com/                    |

## Rosselló

### Puig Neulós
Comuna: La Roca d'Albera i Sureda
Cota: 1243 m
Cobertura: Rosselló

#### Televisió
| Xarxa múltiplex | Canal d'emissió  | Serveis                       | Senyal | Web                                              |
| --------------- | ---------------- | ----------------------------- | ------ | ------------------------------------------------ |
| R2              | 21 UHF (474 MHz) | Gulli                         | DVB-T  | https://www.gulli.fr/                            |
| R2              | 21 UHF (474 MHz) | BFM TV                        | DVB-T  | https://www.bfmtv.com/                           |
| R2              | 21 UHF (474 MHz) | CNEWS                         | DVB-T  | https://www.cnews.fr/                            |
| R2              | 21 UHF (474 MHz) | CSTAR                         | DVB-T  | http://www.cstar.fr/                             |
| R2              | 21 UHF (474 MHz) | T18                           | DVB-T  | https://t18.fr/                                  |
| R2              | 21 UHF (474 MHz) | NOVO19                        | DVB-T  |                                                  |
| R7              | 22 UHF (482 MHz) | TF1 Séries Films              | DVB-T  | https://www.tf1.fr/tf1-series-films              |
| R7              | 22 UHF (482 MHz) | L'Équipe                      | DVB-T  | https://www.lequipe.fr/                          |
| R7              | 22 UHF (482 MHz) | RMC Story                     | DVB-T  | https://rmcstory.bfmtv.com/                      |
| R7              | 22 UHF (482 MHz) | RMC Découverte                | DVB-T  | http://rmcdecouverte.bfmtv.com/                  |
| R7              | 22 UHF (482 MHz) | Chérie 25                     | DVB-T  | https://www.nrj-play.fr/cherie25                 |
| R3              | 24 UHF (498 MHz) | Canal+ (pagament)             | DVB-T  | https://www.canalplus.com/                       |
| R3              | 24 UHF (498 MHz) | Canal+ Cinéma (pagament)      | DVB-T  |                                                  |
| R3              | 24 UHF (498 MHz) | Canal+ Sport (pagament)       | DVB-T  |                                                  |
| R3              | 24 UHF (498 MHz) | Planète+ (pagament)           | DVB-T  |                                                  |
| R3              | 24 UHF (498 MHz) | LCI                           | DVB-T  | https://www.tf1info.fr/                          |
| R3              | 24 UHF (498 MHz) | Paris Première (pagament)     | DVB-T  | http://www.parispremiere.fr/                     |
| R6              | 25 UHF (506 MHz) | TF1                           | DVB-T  | https://www.tf1.fr/                              |
| R6              | 25 UHF (506 MHz) | LCP                           | DVB-T  | https://lcp.fr/                                  |
| R6              | 25 UHF (506 MHz) | TMC                           | DVB-T  | https://www.tf1.fr/tmc                           |
| R6              | 25 UHF (506 MHz) | TFX                           | DVB-T  | https://www.tf1.fr/tfx                           |
| R6              | 25 UHF (506 MHz) | LCI                           | DVB-T  | https://www.tf1info.fr/                          |
| R4              | 28 UHF (530 MHz) | France 5                      | DVB-T  | https://www.france.tv/france-5/                  |
| R4              | 28 UHF (530 MHz) | M6                            | DVB-T  | http://www.m6.fr/                                |
| R4              | 28 UHF (530 MHz) | arte                          | DVB-T  | https://www.arte.tv/                             |
| R4              | 28 UHF (530 MHz) | W9                            | DVB-T  | https://www.6play.fr/w9                          |
| R4              | 28 UHF (530 MHz) | 6ter                          | DVB-T  | http://www.6ter.fr/                              |
| R4              | 28 UHF (530 MHz) | Paris Première (pagament)     | DVB-T  | http://www.parispremiere.fr/                     |
| R1              | 34 UHF (578 MHz) | France 2                      | DVB-T  | https://www.france.tv/france-2/                  |
| R1              | 34 UHF (578 MHz) | France 3 Languedoc-Roussillon | DVB-T  | https://france3-regions.franceinfo.fr/occitanie/ |
| R1              | 34 UHF (578 MHz) | France 4                      | DVB-T  | https://www.france.tv/france-4/                  |
| R1              | 34 UHF (578 MHz) | franceinfo:                   | DVB-T  | https://www.franceinfo.fr/                       |
| R1              | 34 UHF (578 MHz) | viàOccitanie Pays Catalan     | DVB-T  | https://viaoccitanie.tv/                         |
| R9              | 44 UHF (658 MHz) | France 2 UHD                  | DVB-T2 | https://www.france.tv/france-2/                  |
| R9              | 44 UHF (658 MHz) | Test UHD                      | DVB-T2 |                                                  |

#### Ràdio
| Canal d'emissió | Serveis        | Senyal | Web                                        |
| --------------- | -------------- | ------ | ------------------------------------------ |
| 92,1 MHz        | France Inter   | FM     | https://www.radiofrance.fr/franceinter     |
| 97,2 MHz        | France Musique | FM     | https://www.radiofrance.fr/francemusique   |
| 99,8 MHz        | France Culture | FM     | https://www.radiofrance.fr/franceculture   |
| 101,6 MHz       | ici Roussillon | FM     | https://www.francebleu.fr/radio/roussillon |
| 103,2 MHz       | Sud Radio      | FM     | https://www.sudradio.fr/                   |
| 105,1 MHz       | franceinfo:    | FM     | https://www.franceinfo.fr/                 |

### El Molinàs
Comuna: Cabestany
Cota: 40 m
Cobertura: Rosselló

#### Ràdio FM
| Canal d'emissió | Serveis      | Senyal | Web                         |
| --------------- | ------------ | ------ | --------------------------- |
| 96,1 MHz        | Grand Sud FM | FM     | https://www.grandsudfm.com/ |
| 104,3 MHz       | RMC          | FM     | https://rmc.bfmtv.com/      |

#### Ràdio DAB i DAB+
| Xarxa múltiplex      | Canal d'emissió  | Serveis                    | Senyal | Web                                        |
| -------------------- | ---------------- | -------------------------- | ------ | ------------------------------------------ |
| TDF Perpignan Étendu | 5B (176,640 MHz) | 100% Radio Pays Catalan    | DAB+   | https://www.centpourcent.com/              |
| TDF Perpignan Étendu | 5B (176,640 MHz) | Chante France              | DAB+   | https://www.chantefrance.com/              |
| TDF Perpignan Étendu | 5B (176,640 MHz) | FG. DJ Radio               | DAB+   | https://www.radiofg.com/                   |
| TDF Perpignan Étendu | 5B (176,640 MHz) | ici Roussillon             | DAB+   | https://www.francebleu.fr/radio/roussillon |
| TDF Perpignan Étendu | 5B (176,640 MHz) | Jazz Radio                 | DAB+   | https://www.jazzradio.fr/                  |
| TDF Perpignan Étendu | 5B (176,640 MHz) | Pyrénées FM                | DAB+   | https://pyreneesfm.com/                    |
| TDF Perpignan Étendu | 5B (176,640 MHz) | Radio Fuego                | DAB+   | https://www.radiofuego.fr/                 |
| TDF Perpignan Étendu | 5B (176,640 MHz) | Radio Orient               | DAB+   | https://www.radioorient.com/               |
| TDF Perpignan Étendu | 5B (176,640 MHz) | RFC Occitanie Méditerranée | DAB+   | http://www.rcf.fr/occitanie/               |
| TDF Perpignan Étendu | 5B (176,640 MHz) | RTS                        | DAB+   | https://www.rtsfm.com/                     |
| TDF Perpignan Étendu | 5B (176,640 MHz) | Sud Radio                  | DAB+   | https://www.sudradio.fr/                   |
| TDF Perpignan Étendu | 5B (176,640 MHz) | TSF Jazz                   | DAB+   | https://www.tsfjazz.com/                   |

### Pedrera de Baixàs
Comuna: Baixàs
Cota: 155 m
Cobertura: Rosselló

#### Ràdio
| Canal d'emissió | Serveis          | Senyal | Web                            |
| --------------- | ---------------- | ------ | ------------------------------ |
| 89,1 MHz        | RFM Méditerranée | FM     | http://www.rfm.fr/             |
| 89,7 MHz        | Skyrock          | FM     | https://skyrock.fm/            |
| 90,1 MHz        | Rire et Chansons | FM     | https://www.rireetchansons.fr/ |
| 91,6 MHz        | Europe 1         | FM     | https://www.europe1.fr/        |
| 93,5 MHz        | Radio Classique  | FM     | https://www.radioclassique.fr/ |
| 95,7 MHz        | Europe 2         | FM     | https://www.europe2.fr/        |
| 102,4 MHz       | Fun Radio        | FM     | https://www.funradio.fr/       |
| 105,9 MHz       | NRJ Perpinyà     | FM     | https://www.nrj.fr/            |
| 107,3 MHz       | RTL              | FM     | https://www.rtl.fr/            |

### Roc Rodon
Comuna: Calce, Baixàs i Cases de Pena
Cota: 310 m
Cobertura: Rosselló

#### Ràdio FM
| Canal d'emissió | Serveis                   | Senyal | Web                           |
| --------------- | ------------------------- | ------ | ----------------------------- |
| 88,7 MHz        | FM Évangile 66            | FM     | https://radioevangile66.com/  |
| 94,2 MHz        | RTS                       | FM     | https://www.rtsfm.com/        |
| 94,6 MHz        | RTL2 Languedoc-Roussillon | FM     | https://www.rtl2.fr/          |
| 95,0 MHz        | Ràdio Arrels              | FM     | https://www.radioarrels.cat/  |
| 97,6 MHz        | Chérie FM Pays Catalan    | FM     | https://www.cheriefm.fr/      |
| 98,8 MHz        | 100% Radio Pays Catalan   | FM     | https://www.centpourcent.com/ |
| 100,8 MHz       | FG. DJ Radio              | FM     | https://www.radiofg.com/      |
| 102,0 MHz       | Littoral FM               | FM     | https://littoral.fm/          |
| 106,8 MHz       | Nostalgie                 | FM     | https://www.nostalgie.fr/     |

#### Ràdio DAB i DAB+
| Xarxa múltiplex           | Canal d'emissió   | Serveis              | Senyal | Web                                                         |
| ------------------------- | ----------------- | -------------------- | ------ | ----------------------------------------------------------- |
| towerCast Métropolitain 1 | 5C (178,352 MHz)  | AirZen Radio         | DAB+   | https://www.airzen.fr/                                      |
| towerCast Métropolitain 1 | 5C (178,352 MHz)  | Chérie FM            | DAB+   | http://www.cheriefm.fr/                                     |
| towerCast Métropolitain 1 | 5C (178,352 MHz)  | Fun Radio            | DAB+   | http://www.funradio.fr/                                     |
| towerCast Métropolitain 1 | 5C (178,352 MHz)  | Latina               | DAB+   | http://www.latina.fr/                                       |
| towerCast Métropolitain 1 | 5C (178,352 MHz)  | M Radio              | DAB+   | http://www.mradio.fr/                                       |
| towerCast Métropolitain 1 | 5C (178,352 MHz)  | Nostalgie            | DAB+   | https://www.nostalgie.fr/                                   |
| towerCast Métropolitain 1 | 5C (178,352 MHz)  | NRJ                  | DAB+   | https://www.nrj.fr/                                         |
| towerCast Métropolitain 1 | 5C (178,352 MHz)  | Radio Classique      | DAB+   | https://www.radioclassique.fr/                              |
| towerCast Métropolitain 1 | 5C (178,352 MHz)  | Rire et Chansons     | DAB+   | https://www.rireetchansons.fr/                              |
| towerCast Métropolitain 1 | 5C (178,352 MHz)  | RTL                  | DAB+   | https://www.rtl.fr/                                         |
| towerCast Métropolitain 1 | 5C (178,352 MHz)  | RTL2                 | DAB+   | https://www.rtl2.fr/                                        |
| towerCast Métropolitain 1 | 5C (178,352 MHz)  | Skyrock              | DAB+   | https://skyrock.fm/                                         |
| towerCast Métropolitain 1 | 5C (178,352 MHz)  | Skyrock Klassiks     | DAB+   | http://www.skyrock.fm/                                      |
| towerCast Perpignan Local | 11A (216,928 MHz) | Antinéa Radio        | DAB+   | http://fb.com/berberetelevision                             |
| towerCast Perpignan Local | 11A (216,928 MHz) | Chérie FM Perpinyà   | DAB+   | https://www.cheriefm.fr/                                    |
| towerCast Perpignan Local | 11A (216,928 MHz) | FM Évangile 66       | DAB+   | https://radioevangile66.com/                                |
| towerCast Perpignan Local | 11A (216,928 MHz) | Grand Sud FM         | DAB+   | https://www.grandsudfm.com/                                 |
| towerCast Perpignan Local | 11A (216,928 MHz) | Littoral FM          | DAB+   | https://littoral.fm/                                        |
| towerCast Perpignan Local | 11A (216,928 MHz) | Melody               | DAB+   | https://www.melody.tv/radio/                                |
| towerCast Perpignan Local | 11A (216,928 MHz) | NRJ Perpignan        | DAB+   | https://www.nrj.fr/                                         |
| towerCast Perpignan Local | 11A (216,928 MHz) | Radio Aviva          | DAB+   | http://www.radio-aviva.com/                                 |
| towerCast Perpignan Local | 11A (216,928 MHz) | Radio Fiesta         | DAB+   | https://www.radiofiesta.fr/                                 |
| towerCast Perpignan Local | 11A (216,928 MHz) | Radio Maria (França) | DAB+   | http://www.radiomaria.fr/                                   |
| towerCast Perpignan Local | 11A (216,928 MHz) | Urban Hit            | DAB+   | http://www.urbanhit.fr/                                     |
| towerCast Métropolitain 2 | 12A (223,936 MHz) | France Inter         | DAB+   | https://www.radiofrance.fr/franceinter                      |
| towerCast Métropolitain 2 | 12A (223,936 MHz) | franceinfo:          | DAB+   | https://www.franceinfo.fr/                                  |
| towerCast Métropolitain 2 | 12A (223,936 MHz) | France Culture       | DAB+   | https://www.radiofrance.fr/franceculture                    |
| towerCast Métropolitain 2 | 12A (223,936 MHz) | France Musique       | DAB+   | https://www.radiofrance.fr/francemusique                    |
| towerCast Métropolitain 2 | 12A (223,936 MHz) | FIP                  | DAB+   | https://www.radiofrance.fr/fip                              |
| towerCast Métropolitain 2 | 12A (223,936 MHz) | Mouv'                | DAB+   | https://www.radiofrance.fr/mouv                             |
| towerCast Métropolitain 2 | 12A (223,936 MHz) | BFM Radio            | DAB+   | https://www.bfmtv.com/en-direct/bfm-radio/                  |
| towerCast Métropolitain 2 | 12A (223,936 MHz) | BFM Business         | DAB+   | https://www.bfmtv.com/economie/en-direct/bfmbusiness-radio/ |
| towerCast Métropolitain 2 | 12A (223,936 MHz) | Europe 1             | DAB+   | https://www.europe1.fr/                                     |
| towerCast Métropolitain 2 | 12A (223,936 MHz) | Europe 2             | DAB+   | https://www.europe2.fr/                                     |
| towerCast Métropolitain 2 | 12A (223,936 MHz) | KTO Radio            | DAB+   | https://www.ktoradio.com/                                   |
| towerCast Métropolitain 2 | 12A (223,936 MHz) | RFM                  | DAB+   | http://www.rfm.fr/                                          |
| towerCast Métropolitain 2 | 12A (223,936 MHz) | RMC                  | DAB+   | https://rmc.bfmtv.com/                                      |

### Força-real
Comuna: Millars
Cota: 506 m
Cobertura: Rosselló

#### Televisió
| Xarxa Múltiplex | Canal d'emissió  | Serveis                       | Senyal | Web                                              |
| --------------- | ---------------- | ----------------------------- | ------ | ------------------------------------------------ |
| R2              | 21 UHF (474 MHz) | Gulli                         | DVB-T  | https://www.gulli.fr/                            |
| R2              | 21 UHF (474 MHz) | BFM TV                        | DVB-T  | https://www.bfmtv.com/                           |
| R2              | 21 UHF (474 MHz) | CNEWS                         | DVB-T  | https://www.cnews.fr/                            |
| R2              | 21 UHF (474 MHz) | CSTAR                         | DVB-T  | http://www.cstar.fr/                             |
| R2              | 21 UHF (474 MHz) | T18                           | DVB-T  | https://t18.fr/                                  |
| R2              | 21 UHF (474 MHz) | NOVO19                        | DVB-T  |                                                  |
| R7              | 22 UHF (482 MHz) | TF1 Séries Films              | DVB-T  | https://www.tf1.fr/tf1-series-films              |
| R7              | 22 UHF (482 MHz) | L'Équipe                      | DVB-T  | https://www.lequipe.fr/                          |
| R7              | 22 UHF (482 MHz) | RMC Story                     | DVB-T  | https://rmcstory.bfmtv.com/                      |
| R7              | 22 UHF (482 MHz) | RMC Découverte                | DVB-T  | http://rmcdecouverte.bfmtv.com/                  |
| R7              | 22 UHF (482 MHz) | Chérie 25                     | DVB-T  | https://www.nrj-play.fr/cherie25                 |
| R3              | 24 UHF (498 MHz) | Canal+ (pagament)             | DVB-T  | https://www.canalplus.com/                       |
| R3              | 24 UHF (498 MHz) | Canal+ Cinéma (pagament)      | DVB-T  |                                                  |
| R3              | 24 UHF (498 MHz) | Canal+ Sport (pagament)       | DVB-T  |                                                  |
| R3              | 24 UHF (498 MHz) | Planète+ (pagament)           | DVB-T  |                                                  |
| R3              | 24 UHF (498 MHz) | LCI                           | DVB-T  | https://www.tf1info.fr/                          |
| R3              | 24 UHF (498 MHz) | Paris Première (pagament)     | DVB-T  | http://www.parispremiere.fr/                     |
| R6              | 25 UHF (506 MHz) | TF1                           | DVB-T  | https://www.tf1.fr/                              |
| R6              | 25 UHF (506 MHz) | LCP                           | DVB-T  | https://lcp.fr/                                  |
| R6              | 25 UHF (506 MHz) | TMC                           | DVB-T  | https://www.tf1.fr/tmc                           |
| R6              | 25 UHF (506 MHz) | TFX                           | DVB-T  | https://www.tf1.fr/tfx                           |
| R6              | 25 UHF (506 MHz) | LCI                           | DVB-T  | https://www.tf1info.fr/                          |
| R4              | 28 UHF (530 MHz) | France 5                      | DVB-T  | https://www.france.tv/france-5/                  |
| R4              | 28 UHF (530 MHz) | M6                            | DVB-T  | http://www.m6.fr/                                |
| R4              | 28 UHF (530 MHz) | arte                          | DVB-T  | https://www.arte.tv/                             |
| R4              | 28 UHF (530 MHz) | W9                            | DVB-T  | https://www.6play.fr/w9                          |
| R4              | 28 UHF (530 MHz) | 6ter                          | DVB-T  | http://www.6ter.fr/                              |
| R4              | 28 UHF (530 MHz) | Paris Première (pagament)     | DVB-T  | http://www.parispremiere.fr/                     |
| R1              | 34 UHF (578 MHz) | France 2                      | DVB-T  | https://www.france.tv/france-2/                  |
| R1              | 34 UHF (578 MHz) | France 3 Languedoc-Roussillon | DVB-T  | https://france3-regions.franceinfo.fr/occitanie/ |
| R1              | 34 UHF (578 MHz) | France 4                      | DVB-T  | https://www.france.tv/france-4/                  |
| R1              | 34 UHF (578 MHz) | franceinfo:                   | DVB-T  | https://www.franceinfo.fr/                       |
| R1              | 34 UHF (578 MHz) | viàOccitanie Pays Catalan     | DVB-T  | https://viaoccitanie.tv/                         |
| R15 (TVC)       | 37 UHF (602 MHz) | TV3                           | DVB-T  | http://www.tv3.cat/                              |
| R15 (TVC)       | 37 UHF (602 MHz) | 3/24                          | DVB-T  | http://www.324.cat/                              |
| R15 (TVC)       | 37 UHF (602 MHz) | SX3/33                        | DVB-T  | http://www.super3.cat/                           |
| R15 (TVC)       | 37 UHF (602 MHz) | Esport3                       | DVB-T  | http://www.esport3.cat/                          |
| R15 (TVC)       | 37 UHF (602 MHz) | IB3 Global                    | DVB-T  | http://www.ib3tv.com/                            |
| R15 (TVC)       | 37 UHF (602 MHz) | Catalunya Ràdio               | DVB-T  | http://www.catradio.cat/                         |
| R15 (TVC)       | 37 UHF (602 MHz) | Catalunya Informació          | DVB-T  | http://www.catalunyainformacio.cat/              |
| R15 (TVC)       | 37 UHF (602 MHz) | Catalunya Música              | DVB-T  | http://www.catalunyamusica.cat/                  |
| R15 (TVC)       | 37 UHF (602 MHz) | iCat                          | DVB-T  | http://www.icat.cat/                             |

#### Ràdio DAB i DAB+
| Xarxa múltiplex      | Canal d'emissió  | Serveis                    | Senyal | Web                                        |
| -------------------- | ---------------- | -------------------------- | ------ | ------------------------------------------ |
| TDF Perpignan Étendu | 5B (176,640 MHz) | 100% Radio Pays Catalan    | DAB+   | https://www.centpourcent.com/              |
| TDF Perpignan Étendu | 5B (176,640 MHz) | Chante France              | DAB+   | https://www.chantefrance.com/              |
| TDF Perpignan Étendu | 5B (176,640 MHz) | FG. DJ Radio               | DAB+   | https://www.radiofg.com/                   |
| TDF Perpignan Étendu | 5B (176,640 MHz) | ici Roussillon             | DAB+   | https://www.francebleu.fr/radio/roussillon |
| TDF Perpignan Étendu | 5B (176,640 MHz) | Jazz Radio                 | DAB+   | https://www.jazzradio.fr/                  |
| TDF Perpignan Étendu | 5B (176,640 MHz) | Pyrénées FM                | DAB+   | https://pyreneesfm.com/                    |
| TDF Perpignan Étendu | 5B (176,640 MHz) | Radio Fuego                | DAB+   | https://www.radiofuego.fr/                 |
| TDF Perpignan Étendu | 5B (176,640 MHz) | Radio Orient               | DAB+   | https://www.radioorient.com/               |
| TDF Perpignan Étendu | 5B (176,640 MHz) | RFC Occitanie Méditerranée | DAB+   | http://www.rcf.fr/occitanie/               |
| TDF Perpignan Étendu | 5B (176,640 MHz) | RTS                        | DAB+   | https://www.rtsfm.com/                     |
| TDF Perpignan Étendu | 5B (176,640 MHz) | Sud Radio                  | DAB+   | https://www.sudradio.fr/                   |
| TDF Perpignan Étendu | 5B (176,640 MHz) | TSF Jazz                   | DAB+   | https://www.tsfjazz.com/                   |

### Torre de Madaloc / Portvendres
Comuna: Portvendres
Cota: 651 m
Cobertura: Costa Vermella

#### Televisió
| Xarxa múltiplex | Canal d'emissió  | Serveis                       | Senyal | Web                                              |
| --------------- | ---------------- | ----------------------------- | ------ | ------------------------------------------------ |
| R2              | 21 UHF (474 MHz) | Gulli                         | DVB-T  | https://www.gulli.fr/                            |
| R2              | 21 UHF (474 MHz) | BFM TV                        | DVB-T  | https://www.bfmtv.com/                           |
| R2              | 21 UHF (474 MHz) | CNEWS                         | DVB-T  | https://www.cnews.fr/                            |
| R2              | 21 UHF (474 MHz) | CSTAR                         | DVB-T  | http://www.cstar.fr/                             |
| R2              | 21 UHF (474 MHz) | T18                           | DVB-T  | https://t18.fr/                                  |
| R2              | 21 UHF (474 MHz) | NOVO19                        | DVB-T  |                                                  |
| R7              | 22 UHF (482 MHz) | TF1 Séries Films              | DVB-T  | https://www.tf1.fr/tf1-series-films              |
| R7              | 22 UHF (482 MHz) | L'Équipe                      | DVB-T  | https://www.lequipe.fr/                          |
| R7              | 22 UHF (482 MHz) | RMC Story                     | DVB-T  | https://rmcstory.bfmtv.com/                      |
| R7              | 22 UHF (482 MHz) | RMC Découverte                | DVB-T  | http://rmcdecouverte.bfmtv.com/                  |
| R7              | 22 UHF (482 MHz) | Chérie 25                     | DVB-T  | https://www.nrj-play.fr/cherie25                 |
| R3              | 24 UHF (498 MHz) | Canal+ (pagament)             | DVB-T  | https://www.canalplus.com/                       |
| R3              | 24 UHF (498 MHz) | Canal+ Cinéma (pagament)      | DVB-T  |                                                  |
| R3              | 24 UHF (498 MHz) | Canal+ Sport (pagament)       | DVB-T  |                                                  |
| R3              | 24 UHF (498 MHz) | Planète+ (pagament)           | DVB-T  |                                                  |
| R3              | 24 UHF (498 MHz) | LCI                           | DVB-T  | https://www.tf1info.fr/                          |
| R3              | 24 UHF (498 MHz) | Paris Première (pagament)     | DVB-T  | http://www.parispremiere.fr/                     |
| R6              | 25 UHF (506 MHz) | TF1                           | DVB-T  | https://www.tf1.fr/                              |
| R6              | 25 UHF (506 MHz) | LCP                           | DVB-T  | https://lcp.fr/                                  |
| R6              | 25 UHF (506 MHz) | TMC                           | DVB-T  | https://www.tf1.fr/tmc                           |
| R6              | 25 UHF (506 MHz) | TFX                           | DVB-T  | https://www.tf1.fr/tfx                           |
| R6              | 25 UHF (506 MHz) | LCI                           | DVB-T  | https://www.tf1info.fr/                          |
| R4              | 28 UHF (530 MHz) | France 5                      | DVB-T  | https://www.france.tv/france-5/                  |
| R4              | 28 UHF (530 MHz) | M6                            | DVB-T  | http://www.m6.fr/                                |
| R4              | 28 UHF (530 MHz) | arte                          | DVB-T  | https://www.arte.tv/                             |
| R4              | 28 UHF (530 MHz) | W9                            | DVB-T  | https://www.6play.fr/w9                          |
| R4              | 28 UHF (530 MHz) | 6ter                          | DVB-T  | http://www.6ter.fr/                              |
| R4              | 28 UHF (530 MHz) | Paris Première (pagament)     | DVB-T  | http://www.parispremiere.fr/                     |
| R1              | 34 UHF (578 MHz) | France 2                      | DVB-T  | https://www.france.tv/france-2/                  |
| R1              | 34 UHF (578 MHz) | France 3 Languedoc-Roussillon | DVB-T  | https://france3-regions.franceinfo.fr/occitanie/ |
| R1              | 34 UHF (578 MHz) | France 4                      | DVB-T  | https://www.france.tv/france-4/                  |
| R1              | 34 UHF (578 MHz) | franceinfo:                   | DVB-T  | https://www.franceinfo.fr/                       |
| R1              | 34 UHF (578 MHz) | viàOccitanie Pays Catalan     | DVB-T  | https://viaoccitanie.tv/                         |
| R15 (TVC)       | 37 UHF (602 MHz) | TV3                           | DVB-T  | http://www.tv3.cat/                              |
| R15 (TVC)       | 37 UHF (602 MHz) | 3/24                          | DVB-T  | http://www.324.cat/                              |
| R15 (TVC)       | 37 UHF (602 MHz) | SX3/33                        | DVB-T  | http://www.super3.cat/                           |
| R15 (TVC)       | 37 UHF (602 MHz) | Esport3                       | DVB-T  | http://www.esport3.cat/                          |
| R15 (TVC)       | 37 UHF (602 MHz) | IB3 Global                    | DVB-T  | http://www.ib3tv.com/                            |
| R15 (TVC)       | 37 UHF (602 MHz) | Catalunya Ràdio               | DVB-T  | http://www.catradio.cat/                         |
| R15 (TVC)       | 37 UHF (602 MHz) | Catalunya Informació          | DVB-T  | http://www.catalunyainformacio.cat/              |
| R15 (TVC)       | 37 UHF (602 MHz) | Catalunya Música              | DVB-T  | http://www.catalunyamusica.cat/                  |
| R15 (TVC)       | 37 UHF (602 MHz) | iCat                          | DVB-T  | http://www.icat.cat/                             |

#### Ràdio
| Canal d'emissió | Serveis                 | Senyal | Web                                        |
| --------------- | ----------------------- | ------ | ------------------------------------------ |
| 93,1 MHz        | 100% Radio Pays Catalan | FM     | https://www.centpourcent.com/              |
| 93,8 MHz        | France Culture          | FM     | https://www.radiofrance.fr/franceculture   |
| 95,3 MHz        | France Musique          | FM     | https://www.radiofrance.fr/francemusique   |
| 98,4 MHz        | France Inter            | FM     | https://www.radiofrance.fr/franceinter     |
| 102,8 MHz       | ici Roussillon          | FM     | https://www.francebleu.fr/radio/roussillon |

## Vallespir

### Puig Colom / Prats de Molló
Comuna: el Tec i Prats de Molló i la Presta
Cota: 1234 m
Cobertura: Vallespir (occidental)

#### Televisió
| Xarxa múltiplex | Canal d'emissió  | Serveis                       | Senyal | Web                                              |
| --------------- | ---------------- | ----------------------------- | ------ | ------------------------------------------------ |
| R2              | 21 UHF (474 MHz) | Gulli                         | DVB-T  | https://www.gulli.fr/                            |
| R2              | 21 UHF (474 MHz) | BFM TV                        | DVB-T  | https://www.bfmtv.com/                           |
| R2              | 21 UHF (474 MHz) | CNEWS                         | DVB-T  | https://www.cnews.fr/                            |
| R2              | 21 UHF (474 MHz) | CSTAR                         | DVB-T  | http://www.cstar.fr/                             |
| R2              | 21 UHF (474 MHz) | T18                           | DVB-T  | https://t18.fr/                                  |
| R2              | 21 UHF (474 MHz) | NOVO19                        | DVB-T  |                                                  |
| R7              | 22 UHF (482 MHz) | TF1 Séries Films              | DVB-T  | https://www.tf1.fr/tf1-series-films              |
| R7              | 22 UHF (482 MHz) | L'Équipe                      | DVB-T  | https://www.lequipe.fr/                          |
| R7              | 22 UHF (482 MHz) | RMC Story                     | DVB-T  | https://rmcstory.bfmtv.com/                      |
| R7              | 22 UHF (482 MHz) | RMC Découverte                | DVB-T  | http://rmcdecouverte.bfmtv.com/                  |
| R7              | 22 UHF (482 MHz) | Chérie 25                     | DVB-T  | https://www.nrj-play.fr/cherie25                 |
| R3              | 24 UHF (498 MHz) | Canal+ (pagament)             | DVB-T  | https://www.canalplus.com/                       |
| R3              | 24 UHF (498 MHz) | Canal+ Cinéma (pagament)      | DVB-T  |                                                  |
| R3              | 24 UHF (498 MHz) | Canal+ Sport (pagament)       | DVB-T  |                                                  |
| R3              | 24 UHF (498 MHz) | Planète+ (pagament)           | DVB-T  |                                                  |
| R3              | 24 UHF (498 MHz) | LCI                           | DVB-T  | https://www.tf1info.fr/                          |
| R3              | 24 UHF (498 MHz) | Paris Première (pagament)     | DVB-T  | http://www.parispremiere.fr/                     |
| R6              | 25 UHF (506 MHz) | TF1                           | DVB-T  | https://www.tf1.fr/                              |
| R6              | 25 UHF (506 MHz) | LCP                           | DVB-T  | https://lcp.fr/                                  |
| R6              | 25 UHF (506 MHz) | TMC                           | DVB-T  | https://www.tf1.fr/tmc                           |
| R6              | 25 UHF (506 MHz) | TFX                           | DVB-T  | https://www.tf1.fr/tfx                           |
| R6              | 25 UHF (506 MHz) | LCI                           | DVB-T  | https://www.tf1info.fr/                          |
| R4              | 28 UHF (530 MHz) | France 5                      | DVB-T  | https://www.france.tv/france-5/                  |
| R4              | 28 UHF (530 MHz) | M6                            | DVB-T  | http://www.m6.fr/                                |
| R4              | 28 UHF (530 MHz) | arte                          | DVB-T  | https://www.arte.tv/                             |
| R4              | 28 UHF (530 MHz) | W9                            | DVB-T  | https://www.6play.fr/w9                          |
| R4              | 28 UHF (530 MHz) | 6ter                          | DVB-T  | http://www.6ter.fr/                              |
| R4              | 28 UHF (530 MHz) | Paris Première (pagament)     | DVB-T  | http://www.parispremiere.fr/                     |
| R15 (TVC)       | 39 UHF (618 MHz) | TV3                           | DVB-T  | http://www.tv3.cat/                              |
| R15 (TVC)       | 39 UHF (618 MHz) | 3/24                          | DVB-T  | http://www.324.cat/                              |
| R15 (TVC)       | 39 UHF (618 MHz) | SX3/33                        | DVB-T  | http://www.super3.cat/                           |
| R15 (TVC)       | 39 UHF (618 MHz) | Esport3                       | DVB-T  | http://www.esport3.cat/                          |
| R15 (TVC)       | 39 UHF (618 MHz) | IB3 Global                    | DVB-T  | http://www.ib3tv.com/                            |
| R15 (TVC)       | 39 UHF (618 MHz) | Catalunya Ràdio               | DVB-T  | http://www.catradio.cat/                         |
| R15 (TVC)       | 39 UHF (618 MHz) | Catalunya Informació          | DVB-T  | http://www.catalunyainformacio.cat/              |
| R15 (TVC)       | 39 UHF (618 MHz) | Catalunya Música              | DVB-T  | http://www.catalunyamusica.cat/                  |
| R15 (TVC)       | 39 UHF (618 MHz) | iCat                          | DVB-T  | http://www.icat.cat/                             |
| R1              | 47 UHF (682 MHz) | France 2                      | DVB-T  | https://www.france.tv/france-2/                  |
| R1              | 47 UHF (682 MHz) | France 3 Languedoc-Roussillon | DVB-T  | https://france3-regions.franceinfo.fr/occitanie/ |
| R1              | 47 UHF (682 MHz) | France 4                      | DVB-T  | https://www.france.tv/france-4/                  |
| R1              | 47 UHF (682 MHz) | franceinfo:                   | DVB-T  | https://www.franceinfo.fr/                       |
| R1              | 47 UHF (682 MHz) | viàOccitanie Pays Catalan     | DVB-T  | https://viaoccitanie.tv/                         |

#### Ràdio
| Canal d'emissió | Serveis         | Senyal | Web                                        |
| --------------- | --------------- | ------ | ------------------------------------------ |
| 91,7 MHz        | France Inter    | FM     | https://www.radiofrance.fr/franceinter     |
| 99,0 MHz        | France Culture  | FM     | https://www.radiofrance.fr/franceculture   |
| 100,7 MHz       | France Musique  | FM     | https://www.radiofrance.fr/francemusique   |
| 102,9 MHz       | ici Roussillon  | FM     | https://www.francebleu.fr/radio/roussillon |
| 106,5 MHz       | Radio Vallespir | FM     | http://www.radiovallespir.com/             |

### Puig de Fontfreda / Ceret
Comuna: Ceret
Cota: 1040 m
Cobertura: Vallespir (oriental)

#### Televisió
| Xarxa múltiplex | Canal d'emissió  | Serveis                       | Senyal | Web                                              |
| --------------- | ---------------- | ----------------------------- | ------ | ------------------------------------------------ |
| R2              | 21 UHF (474 MHz) | Gulli                         | DVB-T  | https://www.gulli.fr/                            |
| R2              | 21 UHF (474 MHz) | BFM TV                        | DVB-T  | https://www.bfmtv.com/                           |
| R2              | 21 UHF (474 MHz) | CNEWS                         | DVB-T  | https://www.cnews.fr/                            |
| R2              | 21 UHF (474 MHz) | CSTAR                         | DVB-T  | http://www.cstar.fr/                             |
| R2              | 21 UHF (474 MHz) | T18                           | DVB-T  | https://t18.fr/                                  |
| R2              | 21 UHF (474 MHz) | NOVO19                        | DVB-T  |                                                  |
| R7              | 22 UHF (482 MHz) | TF1 Séries Films              | DVB-T  | https://www.tf1.fr/tf1-series-films              |
| R7              | 22 UHF (482 MHz) | L'Équipe                      | DVB-T  | https://www.lequipe.fr/                          |
| R7              | 22 UHF (482 MHz) | RMC Story                     | DVB-T  | https://rmcstory.bfmtv.com/                      |
| R7              | 22 UHF (482 MHz) | RMC Découverte                | DVB-T  | http://rmcdecouverte.bfmtv.com/                  |
| R7              | 22 UHF (482 MHz) | Chérie 25                     | DVB-T  | https://www.nrj-play.fr/cherie25                 |
| R1              | 23 UHF (490 MHz) | France 2                      | DVB-T  | https://www.france.tv/france-2/                  |
| R1              | 23 UHF (490 MHz) | France 3 Languedoc-Roussillon | DVB-T  | https://france3-regions.franceinfo.fr/occitanie/ |
| R1              | 23 UHF (490 MHz) | France 4                      | DVB-T  | https://www.france.tv/france-4/                  |
| R1              | 23 UHF (490 MHz) | franceinfo:                   | DVB-T  | https://www.franceinfo.fr/                       |
| R1              | 23 UHF (490 MHz) | viàOccitanie Pays Catalan     | DVB-T  | https://viaoccitanie.tv/                         |
| R3              | 24 UHF (498 MHz) | Canal+ (pagament)             | DVB-T  | https://www.canalplus.com/                       |
| R3              | 24 UHF (498 MHz) | Canal+ Cinéma (pagament)      | DVB-T  |                                                  |
| R3              | 24 UHF (498 MHz) | Canal+ Sport (pagament)       | DVB-T  |                                                  |
| R3              | 24 UHF (498 MHz) | Planète+ (pagament)           | DVB-T  |                                                  |
| R3              | 24 UHF (498 MHz) | LCI                           | DVB-T  | https://www.tf1info.fr/                          |
| R3              | 24 UHF (498 MHz) | Paris Première (pagament)     | DVB-T  | http://www.parispremiere.fr/                     |
| R6              | 25 UHF (506 MHz) | TF1                           | DVB-T  | https://www.tf1.fr/                              |
| R6              | 25 UHF (506 MHz) | LCP                           | DVB-T  | https://lcp.fr/                                  |
| R6              | 25 UHF (506 MHz) | TMC                           | DVB-T  | https://www.tf1.fr/tmc                           |
| R6              | 25 UHF (506 MHz) | TFX                           | DVB-T  | https://www.tf1.fr/tfx                           |
| R6              | 25 UHF (506 MHz) | LCI                           | DVB-T  | https://www.tf1info.fr/                          |
| R4              | 28 UHF (530 MHz) | France 5                      | DVB-T  | https://www.france.tv/france-5/                  |
| R4              | 28 UHF (530 MHz) | M6                            | DVB-T  | http://www.m6.fr/                                |
| R4              | 28 UHF (530 MHz) | arte                          | DVB-T  | https://www.arte.tv/                             |
| R4              | 28 UHF (530 MHz) | W9                            | DVB-T  | https://www.6play.fr/w9                          |
| R4              | 28 UHF (530 MHz) | 6ter                          | DVB-T  | http://www.6ter.fr/                              |
| R4              | 28 UHF (530 MHz) | Paris Première (pagament)     | DVB-T  | http://www.parispremiere.fr/                     |

#### Ràdio FM
| Canal d'emissió | Serveis                | Senyal | Web                            |
| --------------- | ---------------------- | ------ | ------------------------------ |
| 88,2 MHz        | Ràdio Arrels           | FM     | https://www.radioarrels.cat/   |
| 91,3 MHz        | Rire et chansons       | FM     | https://www.rireetchansons.fr/ |
| 92,6 MHz        | Chérie FM Pays Catalan | FM     | https://www.cheriefm.fr/       |

#### Ràdio DAB i DAB+
| Xarxa múltiplex           | Canal d'emissió   | Serveis        | Senyal | Web                                                         |
| ------------------------- | ----------------- | -------------- | ------ | ----------------------------------------------------------- |
| towerCast Métropolitain 2 | 12A (223,936 MHz) | France Inter   | DAB+   | https://www.radiofrance.fr/franceinter                      |
| towerCast Métropolitain 2 | 12A (223,936 MHz) | franceinfo:    | DAB+   | https://www.franceinfo.fr/                                  |
| towerCast Métropolitain 2 | 12A (223,936 MHz) | France Culture | DAB+   | https://www.radiofrance.fr/franceculture                    |
| towerCast Métropolitain 2 | 12A (223,936 MHz) | France Musique | DAB+   | https://www.radiofrance.fr/francemusique                    |
| towerCast Métropolitain 2 | 12A (223,936 MHz) | FIP            | DAB+   | https://www.radiofrance.fr/fip                              |
| towerCast Métropolitain 2 | 12A (223,936 MHz) | Mouv'          | DAB+   | https://www.radiofrance.fr/mouv                             |
| towerCast Métropolitain 2 | 12A (223,936 MHz) | BFM Radio      | DAB+   | https://www.bfmtv.com/en-direct/bfm-radio/                  |
| towerCast Métropolitain 2 | 12A (223,936 MHz) | BFM Business   | DAB+   | https://www.bfmtv.com/economie/en-direct/bfmbusiness-radio/ |
| towerCast Métropolitain 2 | 12A (223,936 MHz) | Europe 1       | DAB+   | http://www.europe1.fr/                                      |
| towerCast Métropolitain 2 | 12A (223,936 MHz) | Europe 2       | DAB+   | https://www.europe2.fr/                                     |
| towerCast Métropolitain 2 | 12A (223,936 MHz) | KTO Radio      | DAB+   | https://www.ktoradio.com/                                   |
| towerCast Métropolitain 2 | 12A (223,936 MHz) | RFM            | DAB+   | http://www.rfm.fr/                                          |
| towerCast Métropolitain 2 | 12A (223,936 MHz) | RMC            | DAB+   | http://www.rmc.fr/                                          |

### Can Quirc / Montboló
Comuna: Montboló
Cota: 695 m
Cobertura: Vallespir (central)

#### Televisió
| Xarxa múltiplex | Canal d'emissió  | Serveis                       | Senyal | Web                                              |
| --------------- | ---------------- | ----------------------------- | ------ | ------------------------------------------------ |
| R2              | 21 UHF (474 MHz) | Gulli                         | DVB-T  | https://www.gulli.fr/                            |
| R2              | 21 UHF (474 MHz) | BFM TV                        | DVB-T  | https://www.bfmtv.com/                           |
| R2              | 21 UHF (474 MHz) | CNEWS                         | DVB-T  | https://www.cnews.fr/                            |
| R2              | 21 UHF (474 MHz) | CSTAR                         | DVB-T  | http://www.cstar.fr/                             |
| R2              | 21 UHF (474 MHz) | T18                           | DVB-T  | https://t18.fr/                                  |
| R2              | 21 UHF (474 MHz) | NOVO19                        | DVB-T  | https://www.ouest-france.fr/medias/novo/         |
| R7              | 22 UHF (482 MHz) | TF1 Séries Films              | DVB-T  | https://www.tf1.fr/tf1-series-films              |
| R7              | 22 UHF (482 MHz) | L'Équipe                      | DVB-T  | https://www.lequipe.fr/                          |
| R7              | 22 UHF (482 MHz) | RMC Story                     | DVB-T  | https://rmcstory.bfmtv.com/                      |
| R7              | 22 UHF (482 MHz) | RMC Découverte                | DVB-T  | http://rmcdecouverte.bfmtv.com/                  |
| R7              | 22 UHF (482 MHz) | Chérie 25                     | DVB-T  | https://www.nrj-play.fr/cherie25                 |
| R3              | 24 UHF (498 MHz) | Canal+ (pagament)             | DVB-T  | https://www.canalplus.com/                       |
| R3              | 24 UHF (498 MHz) | Canal+ Cinéma (pagament)      | DVB-T  |                                                  |
| R3              | 24 UHF (498 MHz) | Canal+ Sport (pagament)       | DVB-T  |                                                  |
| R3              | 24 UHF (498 MHz) | Planète+ (pagament)           | DVB-T  |                                                  |
| R3              | 24 UHF (498 MHz) | LCI                           | DVB-T  | https://www.tf1info.fr/                          |
| R3              | 24 UHF (498 MHz) | Paris Première (pagament)     | DVB-T  | http://www.parispremiere.fr/                     |
| R6              | 25 UHF (506 MHz) | TF1                           | DVB-T  | https://www.tf1.fr/                              |
| R6              | 25 UHF (506 MHz) | LCP                           | DVB-T  | https://lcp.fr/                                  |
| R6              | 25 UHF (506 MHz) | TMC                           | DVB-T  | https://www.tf1.fr/tmc                           |
| R6              | 25 UHF (506 MHz) | TFX                           | DVB-T  | https://www.tf1.fr/tfx                           |
| R6              | 25 UHF (506 MHz) | LCI                           | DVB-T  | https://www.tf1info.fr/                          |
| R4              | 28 UHF (530 MHz) | France 5                      | DVB-T  | https://www.france.tv/france-5/                  |
| R4              | 28 UHF (530 MHz) | M6                            | DVB-T  | http://www.m6.fr/                                |
| R4              | 28 UHF (530 MHz) | arte                          | DVB-T  | https://www.arte.tv/                             |
| R4              | 28 UHF (530 MHz) | W9                            | DVB-T  | https://www.6play.fr/w9                          |
| R4              | 28 UHF (530 MHz) | 6ter                          | DVB-T  | http://www.6ter.fr/                              |
| R4              | 28 UHF (530 MHz) | Paris Première (pagament)     | DVB-T  | http://www.parispremiere.fr/                     |
| R1              | 34 UHF (578 MHz) | France 2                      | DVB-T  | https://www.france.tv/france-2/                  |
| R1              | 34 UHF (578 MHz) | France 3 Languedoc-Roussillon | DVB-T  | https://france3-regions.franceinfo.fr/occitanie/ |
| R1              | 34 UHF (578 MHz) | France 4                      | DVB-T  | https://www.france.tv/france-4/                  |
| R1              | 34 UHF (578 MHz) | franceinfo:                   | DVB-T  | https://www.franceinfo.fr/                       |
| R1              | 34 UHF (578 MHz) | viàOccitanie Pays Catalan     | DVB-T  | https://viaoccitanie.tv/                         |
| R15 (TVC)       | 37 UHF (602 MHz) | TV3                           | DVB-T  | http://www.tv3.cat/                              |
| R15 (TVC)       | 37 UHF (602 MHz) | 3/24                          | DVB-T  | http://www.324.cat/                              |
| R15 (TVC)       | 37 UHF (602 MHz) | SX3/33                        | DVB-T  | http://www.super3.cat/                           |
| R15 (TVC)       | 37 UHF (602 MHz) | Esport3                       | DVB-T  | http://www.esport3.cat/                          |
| R15 (TVC)       | 37 UHF (602 MHz) | IB3 Global                    | DVB-T  | http://www.ib3tv.com/                            |
| R15 (TVC)       | 37 UHF (602 MHz) | Catalunya Ràdio               | DVB-T  | http://www.catradio.cat/                         |
| R15 (TVC)       | 37 UHF (602 MHz) | Catalunya Informació          | DVB-T  | http://www.catalunyainformacio.cat/              |
| R15 (TVC)       | 37 UHF (602 MHz) | Catalunya Música              | DVB-T  | http://www.catalunyamusica.cat/                  |
| R15 (TVC)       | 37 UHF (602 MHz) | iCat                          | DVB-T  | http://www.icat.cat/                             |

#### Ràdio
| Canal d'emissió | Serveis         | Senyal | Web                                        |
| --------------- | --------------- | ------ | ------------------------------------------ |
| 88,9 MHz        | France Inter    | FM     | https://www.radiofrance.fr/franceinter     |
| 89,3 MHz        | Radio Vallespir | FM     | http://www.radiovallespir.com/             |
| 93,9 MHz        | ici Roussillon  | FM     | https://www.francebleu.fr/radio/roussillon |
| 96,3 MHz        | Europe 1        | FM     | http://www.europe1.fr/                     |
| 98,3 MHz        | France Musique  | FM     | https://www.radiofrance.fr/francemusique   |
| 101,0 MHz       | France Culture  | FM     | https://www.radiofrance.fr/franceculture   |